# Rață cu cap alb
Rața cu cap alb (Oxyura leucocephala) este o rață scufundătoare de mărime mică, cu o lungime de aproximativ 45 cm. Masculul are capul alb cu creștetul neagră, un cioc albastru și un penaj gri-roșcat. Femela are un cioc închis la culoare și un colorit mai tern. Habitatul său de reproducere sunt lacurile cu apă deschisă și vegetație densă pe margini.

## Galerie

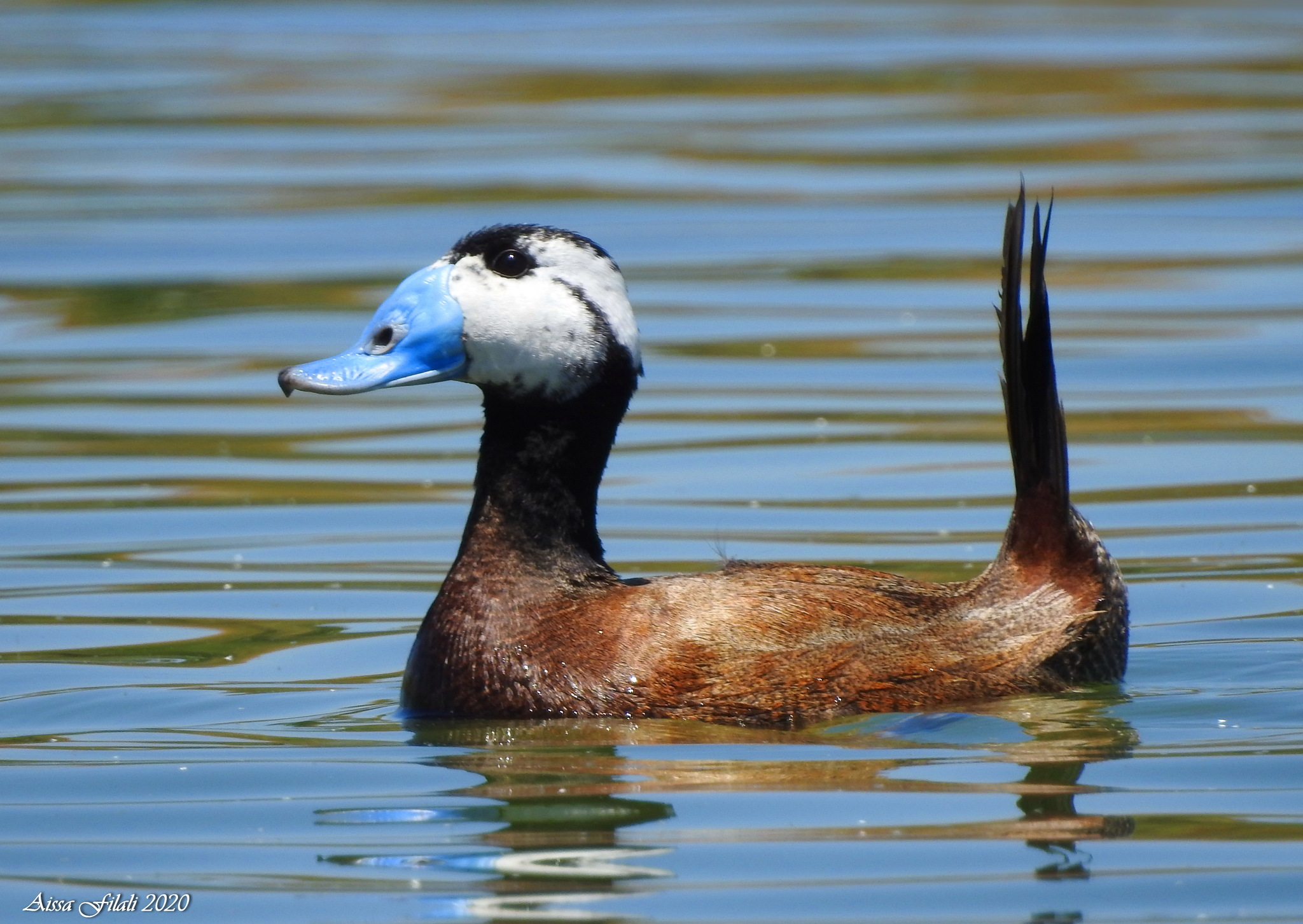
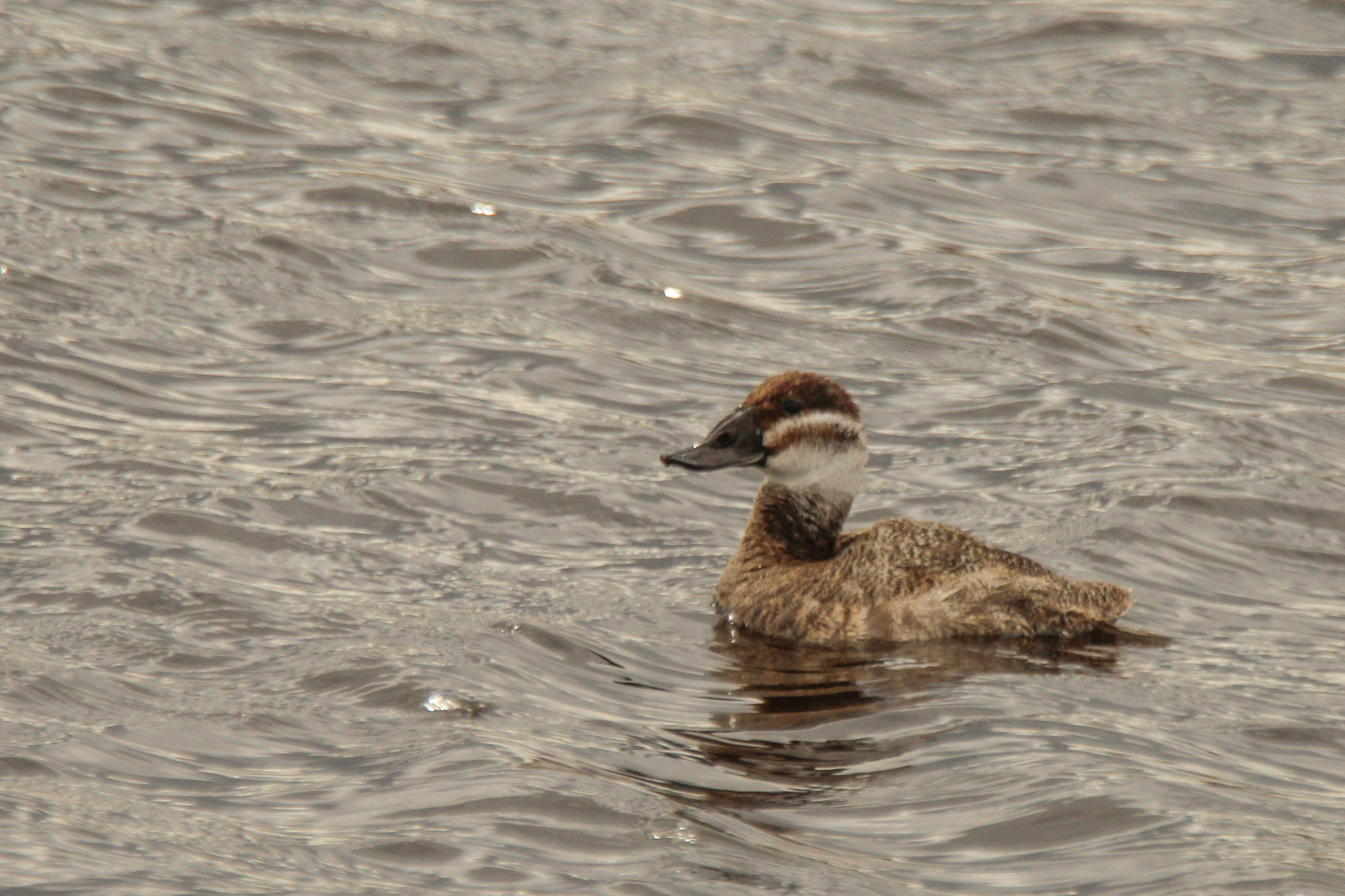
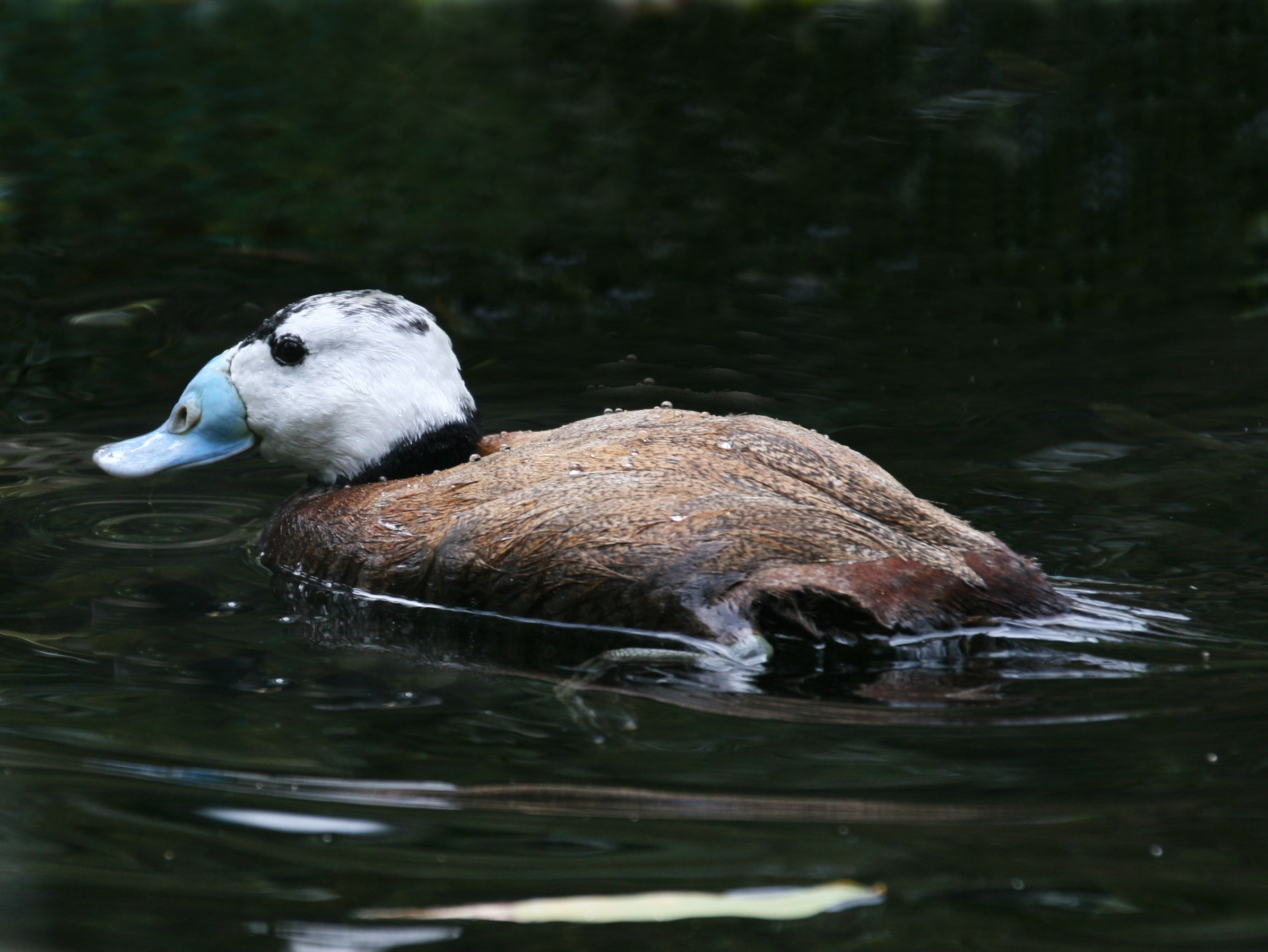